# Alcoa World Alumina and Chemicals
Alcoa World Alumina and Chemicals (AWAC) ist ein Gemeinschaftsunternehmen, an dem die australische Alumina Limited mit 40 Prozent und die US-amerikanische Alcoa mit 60 Prozent beteiligt ist. 
Das Unternehmen fördert Bauxit, stellt Aluminiumoxid her und betreibt zwei Aluminiumhütten. 2010 baute es 33 Millionen Tonnen Bauxit ab, stellte 9 Millionen Tonnen Aluminiumoxid und 490.000 Tonnen Aluminium her. Es ist nach eigenen Angaben das weltgrößte integrierte Aluminium-Unternehmen, das alle Stufen der Aluminiumherstellung vom Bergbau bis zur Aluminiumhütte und Aluminiumprodukt-Herstellung vorhält. Es beschäftigt etwa 6.000 Mitarbeiter vor allem in Australien.
In Brasilien betreibt die AWAC seit 2009 zwei Bauxit-Minen in Juruti.
AWAC betreibt in Australien die Point-Henry-Aluminiumhütte in Geelong und die Portland-Aluminiumhütte im Industrievorort Moolap in Portland in Victoria. Das Unternehmen ist Betreiber von drei Raffinerien, die Aluminiumoxid in Western Australia in Kwinana, Pinjarra und Wagerup herstellen, wie auch der australischen Huntly-Bauxitmine und der Willowdale-Bauxitmine in Western Australia. Die Aluminiumoxidproduktion aus den beiden Bauxitminen stellen 10 bis 11 Prozent der Weltproduktion des Jahres 2010 dar.
Das Unternehmen führt Aluminiumwalzwerke am Point Henry in Victoria und in Yennora in New South Wales. In Yennora wird eine Aluminium-Recycling-Anlage und in Kwinana und Bunbury werden Hafenanlagen betrieben. In Western Australia betreibt es das Anglesia-Kraftwerk und den Anglesia-Kohlebergbau. Es besitzt große Latifundien mit bergbaulichen Lizenzen um Pinjarra, Wagerup und Boddington und hält an der Bunbury-Gaspipeline in Western Australia 20 Prozent der Aktien.